# قطعنامه ۱۷۷۵ شورای امنیت
قطعنامه  ۱۷۷۵ شورای امنیت سازمان ملل متحد که در تاریخ ۱۴ سپتامبر ۲۰۰۷ تصویب شد، سندی بین‌المللی دربارهٔ دادگاه جنایی بین‌المللی برای یوگسلاوی سابق است. این قطعنامه طی نشست ۵۷۴۲ام با ۱۴ رای موافق، ۰ مخالف و ۱ ممتنع تصویب شد.